# Andreas Leopold Schadt

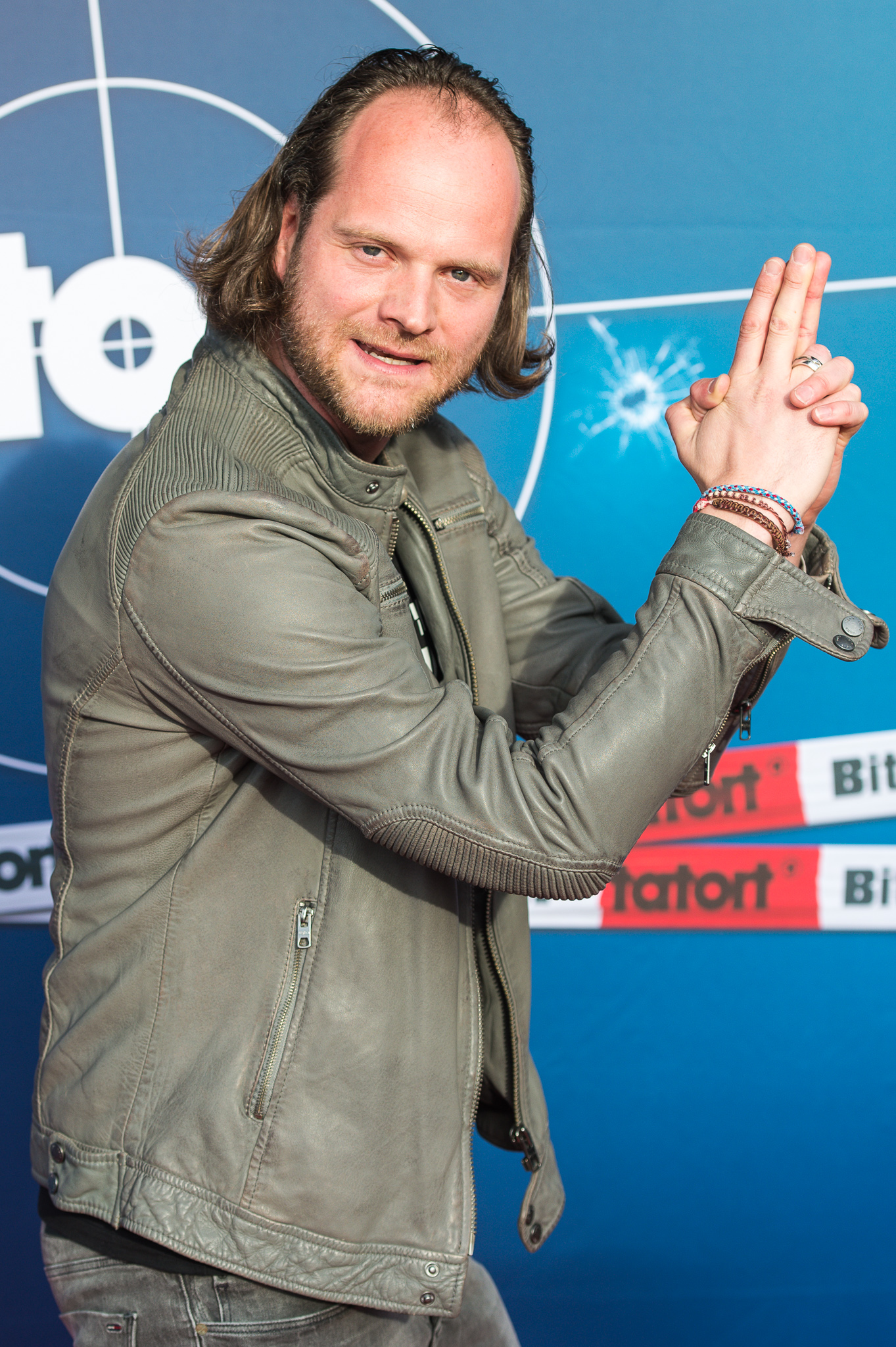
Andreas Leopold Schadt bei der Premiere des ersten Franken-Tatorts 2015

Andreas Leopold Schadt (* 9. Januar 1978 in Hof) ist ein deutscher Schauspieler.

## Leben
Schadt wuchs in Konradsreuth bei Hof auf, von 2000 bis 2003 absolvierte er eine Schauspielausbildung bei Schauspiel München. Er arbeitete ab 2004 als Theaterschauspieler, zunächst am Staatstheater Braunschweig, in den folgenden Jahren u. a. an der Badischen Landesbühne Bruchsal, am Theater am Puls Schwetzingen und am Od-Theater Basel. Daneben wirkte er gelegentlich in Spielfilmen mit. Er absolvierte (2015) eine Ausbildung zum psychotherapeutischen Heilpraktiker mit dem Schwerpunkt Drama- und Theatertherapie. Von April 2015 bis Juli 2022 verkörperte er den Kommissar Sebastian Fleischer im Franken-Tatort.

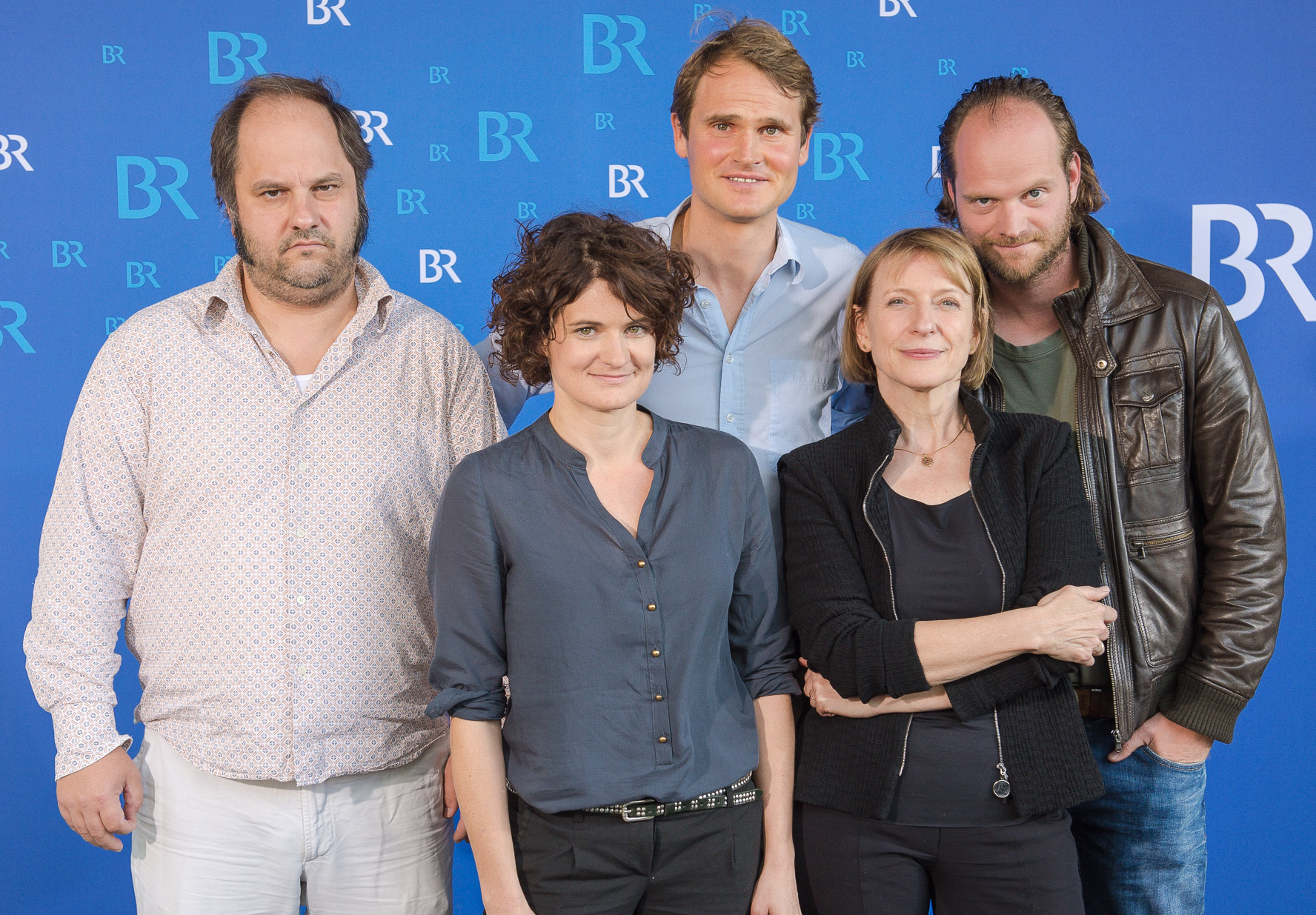
Die Franken-Tatort Darsteller Matthias Egersdörfer, Eli Wasserscheid, Fabian Hinrichs, Dagmar Manzel und Andreas Leopold Schadt (v.l.)

Seit Oktober 2019 stellt er den „Stressflüsterer“, eine Werbefigur des Vergleichportals Verivox, dar.
Er hat zwei Kinder, einen älteren Sohn (Louis Wittenberg) und eine Tochter. Sein Sohn übt sich aktuell ebenfalls in der Schauspielerei.

## Filmografie (Auswahl)
- 2011: Dreiviertelmond (Regie: Christian Zübert)
- 2011: Sommer der Gaukler (Regie: Marcus H. Rosenmüller)
- 2015–2022: Tatort – Reihe als KK S. Fleischer
  - 2015: Der Himmel ist ein Platz auf Erden
  - 2016: Das Recht, sich zu sorgen
  - 2017: Am Ende geht man nackt
  - 2018: Ich töte niemand
  - 2019: Ein Tag wie jeder andere
  - 2020: Die Nacht gehört dir
  - 2021: Wo ist Mike?
  - 2022: Warum
- 2017: Dahoam is Dahoam
- 2018: SOKO Wismar – Clara allein zu Haus
- 2019: Kommissarin Lucas – Polly
- 2019: Servus, Schwiegersohn!
- 2019: Frühling – Lieb mich, wenn du kannst
- 2023: Wochenendrebellen